# Powiat cieszyński
Powiat cieszyński – powiat w Polsce (województwo śląskie), utworzony w 1999 roku w ramach reformy administracyjnej. Jego siedzibą jest miasto Cieszyn.
Położony jest w południowej części województwa śląskiego, przy granicy z Czechami i Słowacją. Powierzchnia powiatu wynosi 730,29 km², zamieszkuje go 175 200 mieszkańców. Gęstość zaludnienia wynosi 240 mieszkańców na 1 km² (2012). Wszystkie gminy powiatu należą do Euroregionu Śląsk Cieszyński, zarazem stanowiąc trzon tego euroregionu po polskiej stronie.
Według danych z 31 grudnia 2019 roku powiat zamieszkiwało 178 191 osób. Natomiast według danych z 30 czerwca 2020 roku powiat zamieszkiwało 178 005 osób.
Powiat obejmuje tereny z rozwiniętym rolnictwem i turystyką. Na jego obszarze utrzymywane są stawy rybne. Na południu dominują tereny wyżynno-górzyste, na północy równinne. Głównymi rzekami są: Wisła, Olza oraz Brennica.

## Podział administracyjny
W skład powiatu wchodzi 12 gmin:
Gminy miejskie:
- Cieszyn (36 119 mieszk., 2012)
- Ustroń (16 002 mieszk., 2012)
- Wisła (11 333 mieszk. 2012)

Gminy miejsko-wiejskie:
- Skoczów (26 696 mieszk., 2012): Skoczów, Ochaby, Pogórze, Pierściec, Kiczyce, Harbutowice, Międzyświeć, Wiślica, Kowale, Bładnice, Wilamowice;
- Strumień (12 659 mieszk., 2012): Strumień, Pruchna, Drogomyśl, Zabłocie, Bąków, Zbytków;

Gminy wiejskie:
- Brenna (10 923 mieszk., 2012): Brenna, Górki Wielkie, Górki Małe;
- Chybie (9 488 mieszk., 2012): Chybie, Mnich, Zaborze, Frelichów, Zarzecze;
- Dębowiec (5 665 mieszk., 2012): Dębowiec, Simoradz, Ogrodzona, Iskrzyczyn, Kostkowice, Gumna, Łączka;
- Goleszów (12 753 mieszk., 2012): Goleszów, Cisownica, Puńców, Dzięgielów, Bażanowice, Godziszów, Kisielów, Leszna Górna, Kozakowice;
- Hażlach (10 543 mieszk., 2012): Hażlach, Pogwizdów, Kończyce Wielkie, Zamarski, Rudnik, Brzezówka;
- Istebna (11 854 mieszk., 2012): Istebna, Koniaków, Jaworzynka;
- Zebrzydowice (13 089 mieszk., 2012): Zebrzydowice, Kaczyce, Kończyce Małe, Marklowice Górne;

W obrębie powiatu cieszyńskiego znajduje się 5 miast:
- Cieszyn (36 119 mieszk., 30 XII 2012)
- Skoczów (14 868 mieszk., 30 XII 2012)
- Strumień (3 607 mieszk., 30 XII 2012)
- Ustroń (16 002 mieszk., 30 XII 2012)
- Wisła (11 333 mieszk., 30 XII 2012)

## Rada Powiatu
| Ugrupowanie                                | 2002-2006   | 2006-2010 | 2010-2014 | 2014-2018 | 2018-2023 |
| ------------------------------------------ | ----------- | --------- | --------- | --------- | --------- |
| Sojusz Lewicy Demokratycznej               | 12 (SLD-UP) | -         | -         | -         | -         |
| KWW Piotra Gruszczyka                      | 2           | -         | -         | -         | -         |
| Cieszyńska Inicjatywa Społeczna            | 14          | -         | -         | -         | -         |
| Obywatelski Śląsk Cieszyński               | 1           | -         | -         | -         | -         |
| Prawo i Sprawiedliwość                     | -           | 6         | 6         | 12        | 12        |
| Platforma Obywatelska                      | -           | 7         | 9         | 9         | -         |
| Żyj Godnie                                 | -           | 1         | -         | -         | -         |
| Cieszyńska Inicjatywa Samorządowa          | -           | 5         | 4         | 2         | -         |
| Samorządowy Ruch Ziemi Cieszyńskiej        | -           | 7         | -         | -         | -         |
| Cieszyńska Zorganizowana Akcja Samorządowa | -           | 3         | -         | -         | -         |
| Polskie Stronnictwo Ludowe                 | -           | -         | 1         | -         | -         |
| Lewica Ziemi Cieszyńskiej                  | -           | -         | 4         | 3         | -         |
| Cieszyński Ruch Samorządowy                | -           | -         | 5         | 3         | -         |
| Akcja Samorządowa AS                       | -           | -         | -         | -         | 1         |
| Młodzi dla Powiatu Cieszyńskiego           | -           | -         | -         | -         | 1         |
| Ruch dla Ziemi Cieszyńskiej                | -           | -         | -         | -         | 9         |
| Porozumienie dla Samorządów                | -           | -         | -         | -         | 6         |

## Demografia

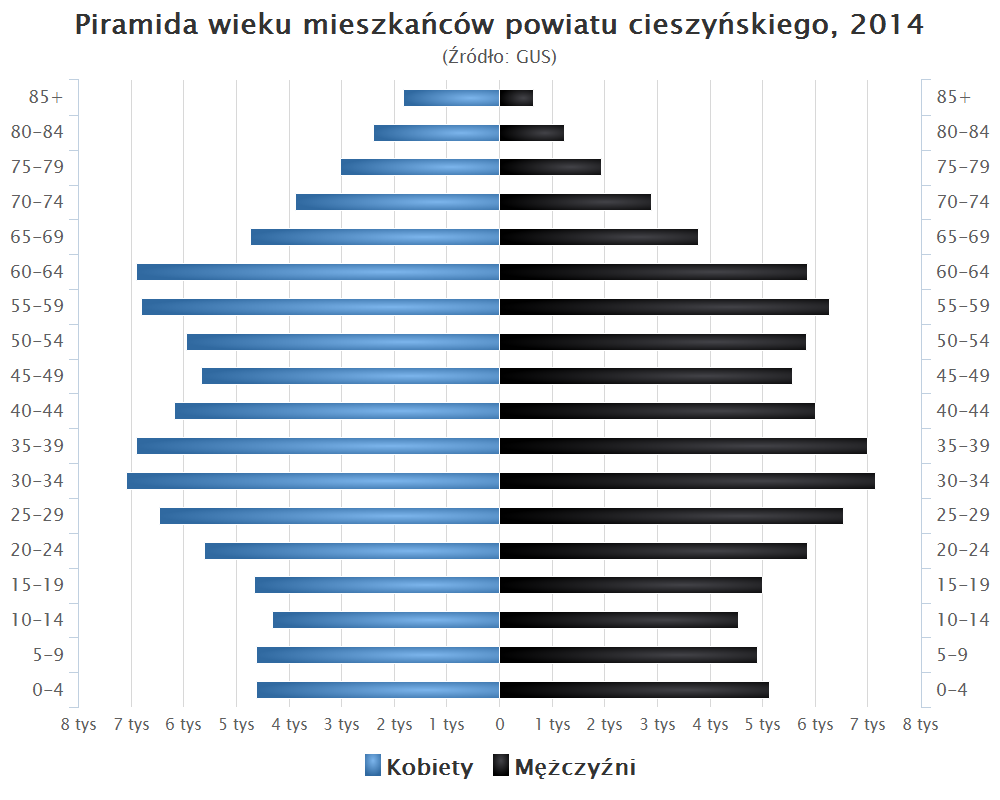
Piramida wieku mieszkańców powiatu cieszyńskiego w 2014 roku

Liczba ludności (dane z 31 grudnia 2012):
|        | Ogółem  | Ogółem | Kobiety | Kobiety | Mężczyźni | Mężczyźni |
| osób   | %       | osób   | %       | osób    | %         |           |
| ------ | ------- | ------ | ------- | ------- | --------- | --------- |
| Ogółem | 177 124 | 100    | 91 500  | 51,66   | 85 624    | 48,34     |
| Miasto | 81 929  | 46,26  | 43 114  | 24,34   | 38 815    | 21,91     |
| Wieś   | 95 195  | 53,74  | 48 386  | 27,32   | 46 809    | 26,43     |

▶Wieś vs ▶miasto
Ogółem (▶k, ▶m)
Miasto (▶k, ▶m)
Wieś (▶k, ▶m)

## Położenie geograficzne
Powiat zajmuje środkową i zachodnią część Pogórza Śląskiego oraz Beskid Śląski. Północna część powiatu to Kotlina Oświęcimska.

## Transport
Przez powiat przechodzą następujące drogi:
- Droga ekspresowa S52
- Droga krajowa nr 81 („Wiślanka”)
- Droga wojewódzka nr 937
- Droga wojewódzka nr 938
- Droga wojewódzka nr 939
- Droga wojewódzka nr 941
- Droga wojewódzka nr 942
- Droga wojewódzka nr 943
- Droga wojewódzka nr 944

Na terenie powiatu istnieją też linie kolejowe:
- Linia kolejowa nr 90: Zebrzydowice – Cieszyn
- Linia kolejowa nr 93: Trzebinia – Zebrzydowice
- Linia kolejowa nr 157: Pawłowice Śląskie – Skoczów
- Linia kolejowa nr 190: Bielsko-Biała Główna – Cieszyn
- Linia kolejowa nr 191: Goleszów – Wisła Głębce

Obecnie pociągi Kolei Śląskich kursują na następujących trasach:
- Linia S6 Katowice-Tychy-Pszczyna-Zabrzeg-Chybie Mnich-Skoczów-Ustroń-Wisła Uzdrowisko-Wisła Głębce
- Linia S58 Czechowice-Dziedzice-Zabrzeg-Chybie-Drogomyśl-Pruchna-Zebrzydowice-Kaczyce-Cieszyn Marklowice-Cieszyn

## Historia
Powiat cieszyński zajmuje znaczny obszar Śląska Cieszyńskiego, czyli dawnych ziem Księstwa Cieszyńskiego. Nawiązywanie powiatu do przeszłości tych ziem jest także podkreślone w herbie powiatu cieszyńskiego, które jest dawnym herbem Księstwa. Cieszyn został pierwotnie stolicą powiatu politycznego w czasach austriackich (niem. Bezirk Teschen) w 1849. W 1920 roku większa część tego powiatu znalazła się w Czechosłowacji, gdzie utworzono następnie powiat Czeski Cieszyn. Po polskiej stronie pozostała mniejsza część powiatu, którą powiększono o gminy powiatu bielskiego i przyłączono do województwa śląskiego. Po aneksji Zaolzia w październiku 1938 jego obszar krótkotrwale utworzył Powiat cieszyński zachodni, który został wkrótce wchłonięty przez polski powiat cieszyński.

## Kultura i turystyka
Na terenie powiatu znajdują się licznie odwiedzane miejscowości wypoczynkowe, jak Wisła, Brenna i Ustroń, gdzie znajdują się liczne pensjonaty i hotele.
Powiat cieszyński jest zamieszkiwany przez duży odsetek ludności autochtonicznej, określających się jako tzw. Cieszyniocy.

## Gospodarka
Gospodarka powiatu oparta jest głównie na rolnictwie i usługach.

## Sąsiednie powiaty
- Jastrzębie-Zdrój (miasto na prawach powiatu)
- Bielsko-Biała (miasto na prawach powiatu)
- powiat pszczyński
- powiat bielski
- powiat żywiecki